# Habenaria procera
Habenaria procera là một loài thực vật có hoa trong họ Lan. Loài này được (Afzel. ex Sw.) Lindl. mô tả khoa học đầu tiên năm 1835.